# (12395) Richnelson
(12395) Richnelson (1995 CD2) – planetoida z pasa głównego asteroid okrążająca Słońce w ciągu 5,82 lat w średniej odległości 3,23 j.a. Odkryta 8 lutego 1995 roku.